# Ananuri (vár)

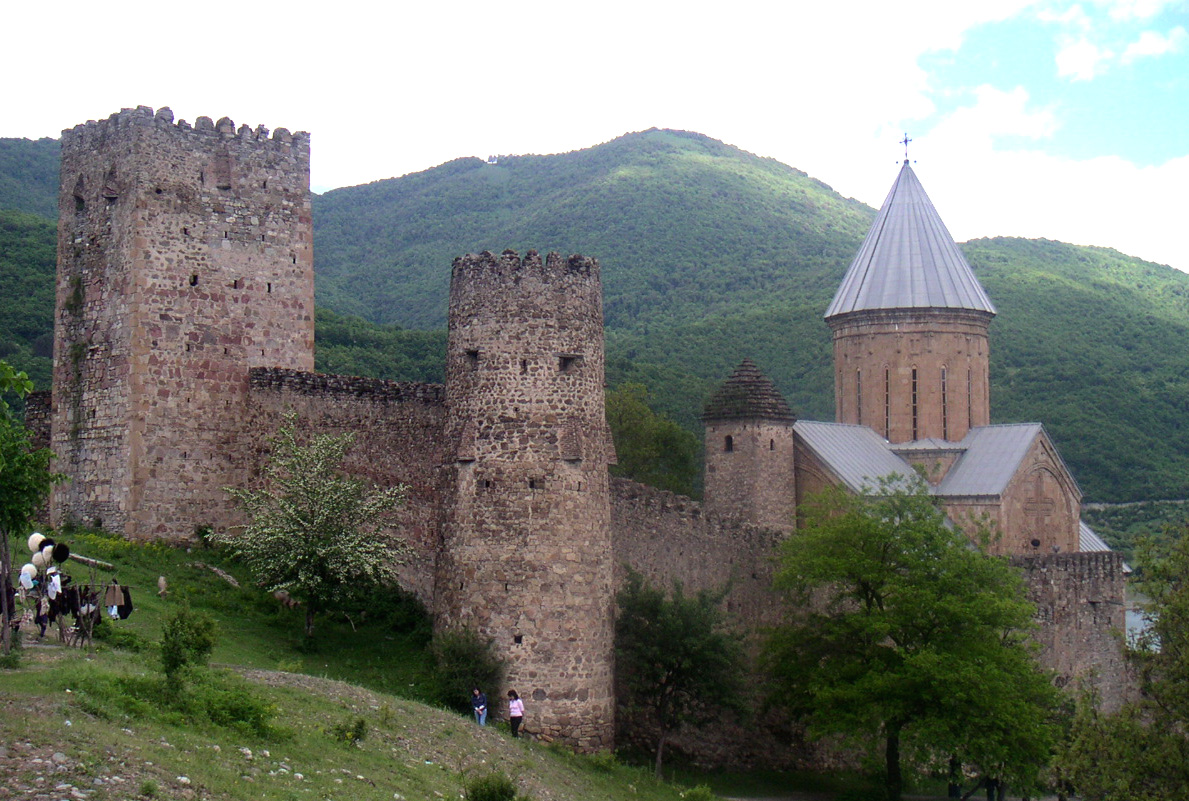

Ananuri (grúz nyelven: ანანური ) erődítmény az Aragvi folyónál Ananuriban a Duseti kerületben, Mcheta-Mtianeti régióban, Grúziában, 65 km re Tbiliszitől. 2007-ben világörökség jelölt lett.

## Története

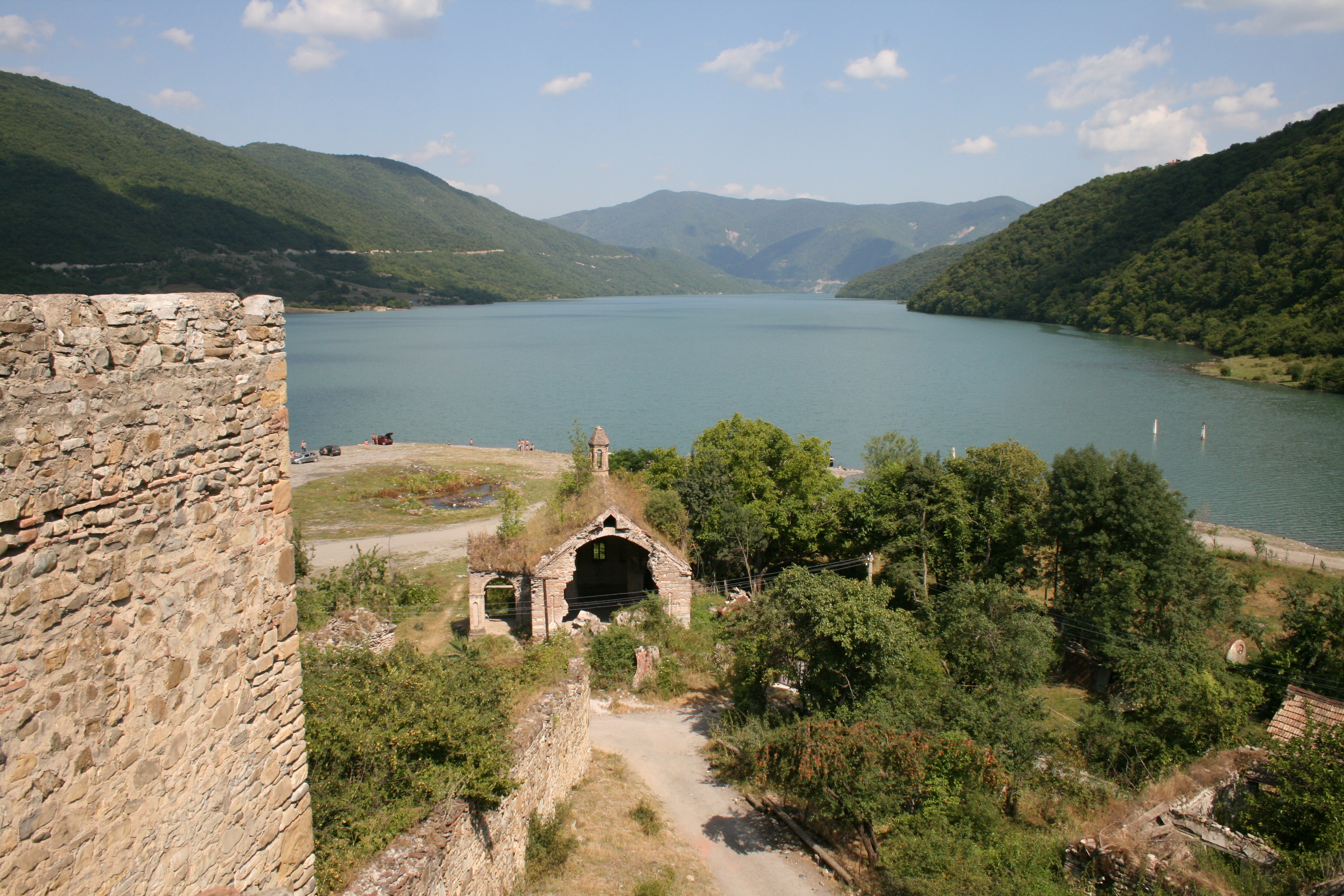
Kilátás a várból

A vár a középkori Grúzia egyik hatalmas feudális családjának az eristaviek birtoka volt, akik fontos államügyekkel foglalkoztak. A már időszámításunk előtt 320-ban Grúziában uralkodó család még I. Pharnavaz ibériai király királytól kapta az eristavi, azaz a nemzetvezető nevet. 
A vár a korai feudális korban a Darjal-szorosban, a nagy-kaukázusi hadiút védelméül szolgált, elzárva az utat a Daryal szurdokban. 
A várkomplexumról az első információk a 14. századból perzsa forrásokból származnak.

## Építészete
Az erődítmény két várból áll amelyek egy lőréses függönyfallal csatlakoznak. A felső erődítmény nagy, négyszögletű torony, Sheupovari néven ismert. Az alsó erődítmény egy kerek torony, romokban hever. Az erődön belül több más épület is van. Pl. két templom. A régi a Szűz Mária templom, magas négyszögletes toronnyal. Itt található a sírja néhány Aragvi hercegnek. A 17. század első felében épült téglából. A nagyobb templom a Mennybemenetel templom (Ghvtismshobeli), 1689-ben épült. Ez gazdagon díszített homlokzatú, faragott bejáratú épület, egy faragott szőlőtőke kereszttel a déli homlokzaton. Ezenkívül számos freskó a maradvány is található, melyek nagy része elpusztult egy tűzvészben a 18. században.